# Strombosia pustulata
Espèce
Synonymes
- Strombosia pustulata var. pustulata[1]

Statut de conservation UICN

 LC  : Préoccupation mineure
  
Strombosia pustulata est un arbre à feuilles persistantes du genre Strombosia et de la famille des Olacaceae, que l’on trouve en Afrique tropicale de l’Ouest, de la Sierra Leone au Gabon. 

## Liste des variétés
Selon Catalogue of Life (24 août 2017) :
- variété Strombosia pustulata var. lucida

Selon The Plant List (24 août 2017) :
- variété Strombosia pustulata var. lucida (J.Léonard) Villiers

Selon Tropicos (24 août 2017) (Attention liste brute contenant possiblement des synonymes) :
- variété Strombosia pustulata var. lucida Villiers
- variété Strombosia pustulata var. pustulata

## Description
StatureL’arbre atteint généralement les 20 mètres de haut, certains spécimens allant jusqu’à 45 mètres de haut. La cime est petite et dense, le fût est droit, avec un diamètre de 20 à 100 cm.
Bois et écorceLe bois de cœur a une couleur brun pâle et présente des stries violacées. Le grain est fin, et le bois huileux au toucher. Fraîchement coupé, il dégage une odeur désagréable.
FeuillesLes feuilles sont alternes, avec une base cunéiforme à arrondie.
Fleurs et fruitsLes fleurs sont bisexuées et régulières, de couleur vert pâle, blanchâtre ou jaunâtre. Le fruit comporte un noyau à 1 graine.

## Utilisation
Usages médicinauxEn Afrique de l'Ouest, une pâte est fabriquée à partir de l’écorce pour traiter les douleurs cutanées et les plaies. En Côte d'Ivoire, un jus est extrait des feuilles et pris pour calmer le hoquet. Plusieurs parties de la plante servent à soigner la toux, les abcès et les furoncles. Au Cameroun, une poudre composée à partir de l’écorce, ajoutée à des graines d’Aframomum melegueta, est appliquée pour soulager les muscles et les reins douloureux. Au Gabon, l’écorce s’utilise pour fabriquer un remède contre la dysenterie et les maux d’estomac notamment.
Usages domestiques, artisanaux et industrielsLes graines produisent une huile qui est utilisée comme onguent et pour faire du savon. Le bois est utilisé pour les constructions lourdes notamment, et convient particulièrement pour la marqueterie, la menuiserie, la sculpture. Il s’utilise également comme bois de feu, ainsi que pour la production de charbon de bois.